# 软腭

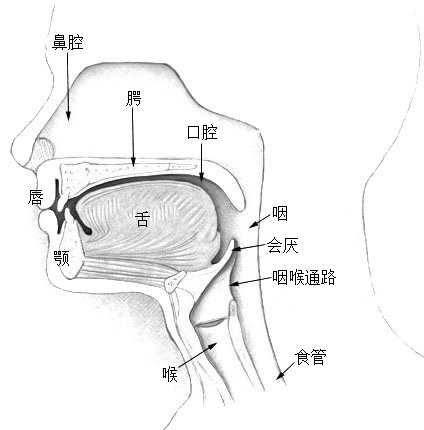
人类发声构造；此图显示“腭”与“颚”为不同部位。图中“颚”是指下颚（下颌），但图未标示“上颚”（上颌）。

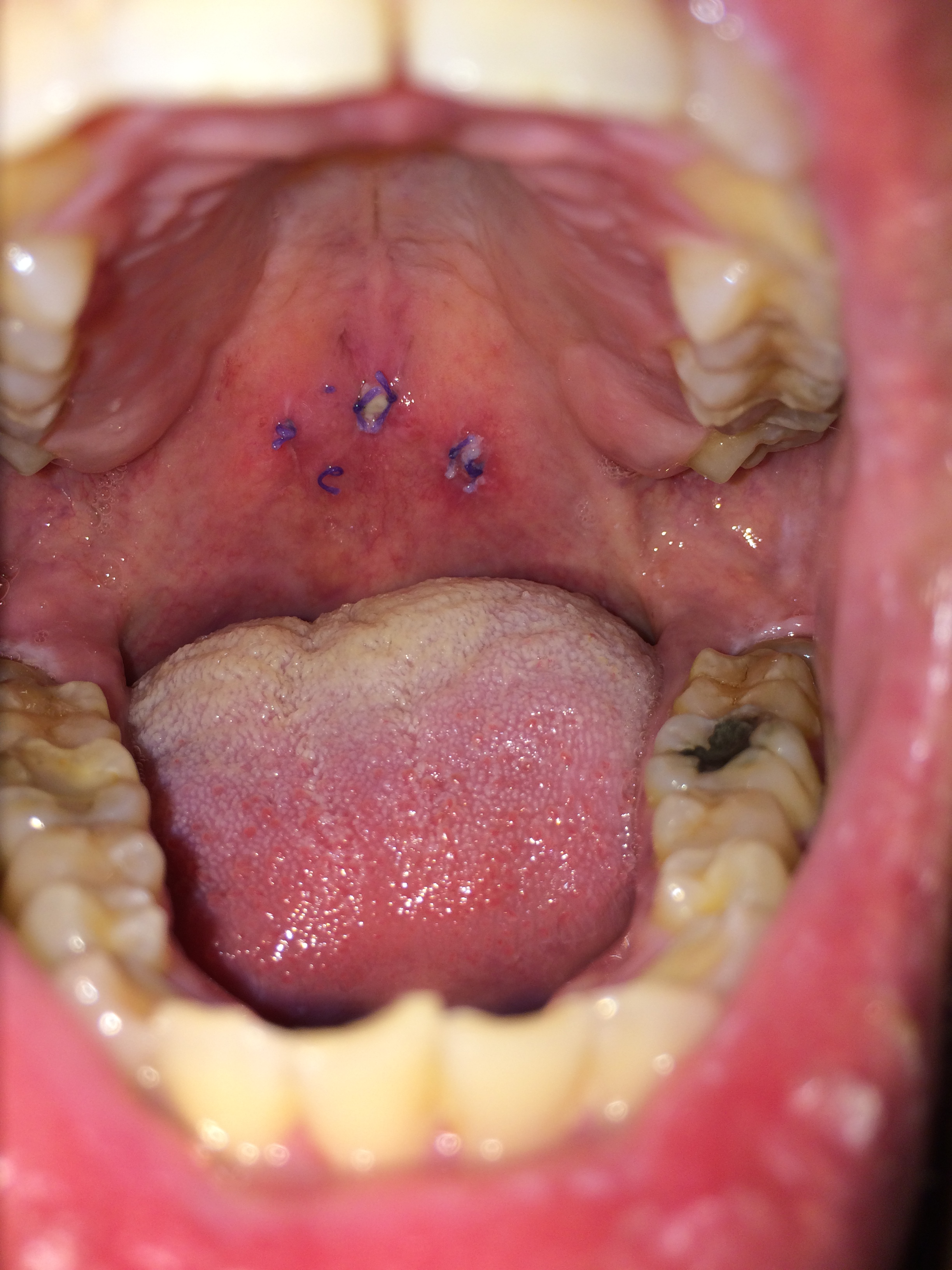
軟腭止鼾支架植入手術，用以治疗阻塞型睡眠呼吸暂停。
此图显示手术位置就是软腭所在的解剖位置。

软腭（医学拉丁语术语：或）是哺乳动物中硬腭延长形成的一个双褶皱形状的口腔部分。它斜挂在或者垂直挂在舌根上方，是由咽腭肌和其它肌肉的延伸组成的。它是分隔口腔与咽的组织的一部分，因此有分隔呼吸系统与消化系统的作用。

## 解剖学
软腭由一层没有角质的上皮覆盖。许多哺乳动物的软腭的黏膜里有淋巴组织（Tonsilla veli palatini），人和食肉目动物没有这样的淋巴结。
软腭内共有五组肌肉：
- 腭咽肌（Musculus palatopharyngeus）；
- 腭舌肌（Musculus palatoglossus）；
- 腭帆张肌（Musculus tensor veli palatini）；
- 腭帆提肌（Musculus levator veli palatini）；
- 腭垂肌（Musculus uvulae）。

从软腭的边缘伸展出两道双皱褶组织，即腭弓（Arcus palatini）。猴和人的软腭中部有一个被称为腭垂的下垂，大多数其它哺乳动物没有这个组织。
软腭的神经是从舌咽神经和迷走神经延伸出来的。
软腭的基线被称为“啊线”，因为它在说“啊”的时候可见。
在软腭末端悬挂的小舌在部分语言中用于发出小舌音。

## 功能
软腭有分隔呼吸道和消化道的作用。在下咽的时候在咽缩肌的作用下软腭会压在后壁上。在下咽或者打哈欠的时候从耳咽管伸出来的腭帆张肌和腭帆提肌有平衡中耳和外部的压力差的作用。
在发音的时候软腭抬起，把鼻腔与口咽腔分隔开来，这样一来从肺里传出来的气流只能流进口腔来产生口音。在发鼻音的时候口腔被封住，气流流过鼻腔。在发鼻化元音的时候软腭下沉，让气流同时通过口腔和鼻腔。软腭在打呼噜的时候也有作用。
触碰小舌或者软腭的深处，对大多数人来说都会引起强烈的呕吐反射，属于一种自然的保护机制。

## 医学意义
在校正唇腭裂的整容手术以及肿瘤手术中软腭有很大的意义。

## 更多图片

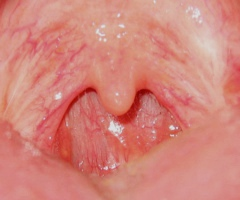
没有扁桃体的软腭（扁桃体摘除后）
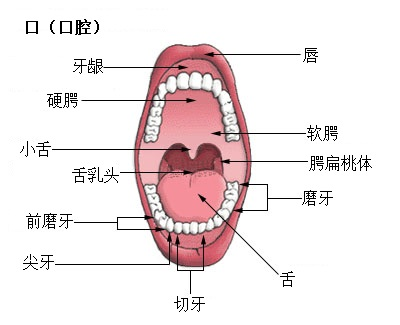
口腔
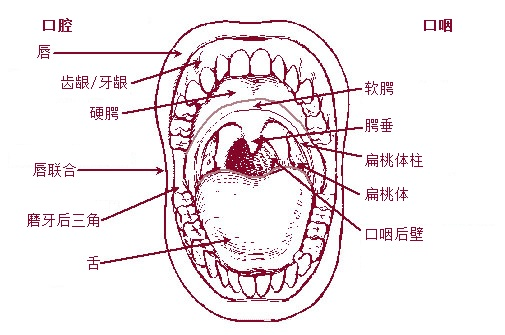
口腔
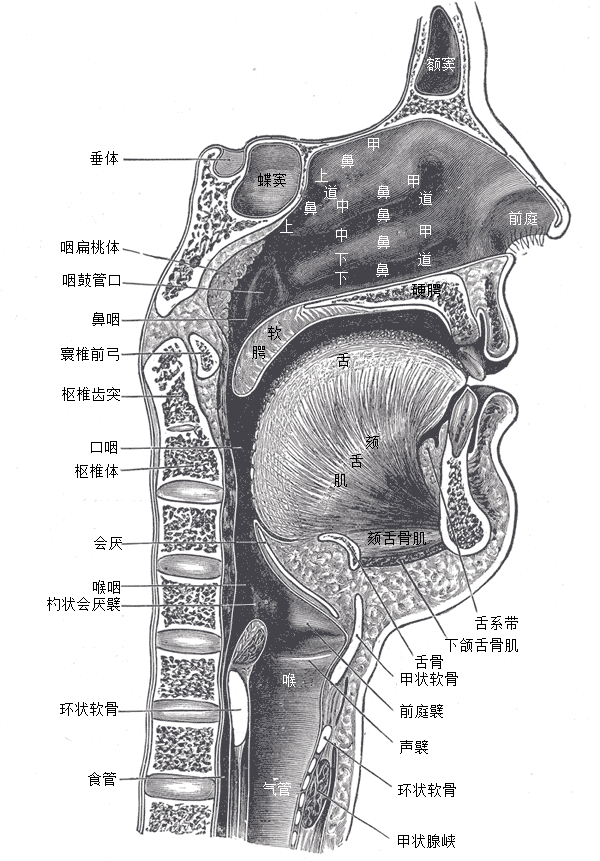
口腔斜切图（包括口鼻咽喉）
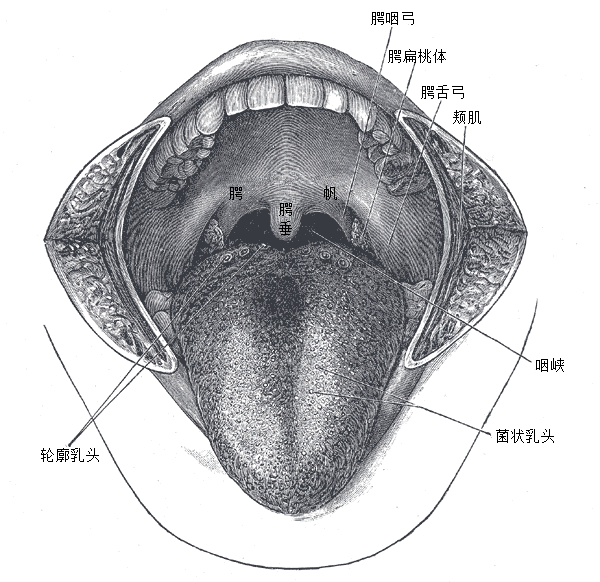
口腔解剖学图片（脸颊肌肉被横切，舌头被拉出）

## 备注
“软腭”以往亦称“软颚”，但“腭”与“颚”解剖部位不同，已不用“软颚”一词。

## 外部連結
- Image at WebMD
- eMedicine Dictionary上的Soft+palate